# Claude Deppa

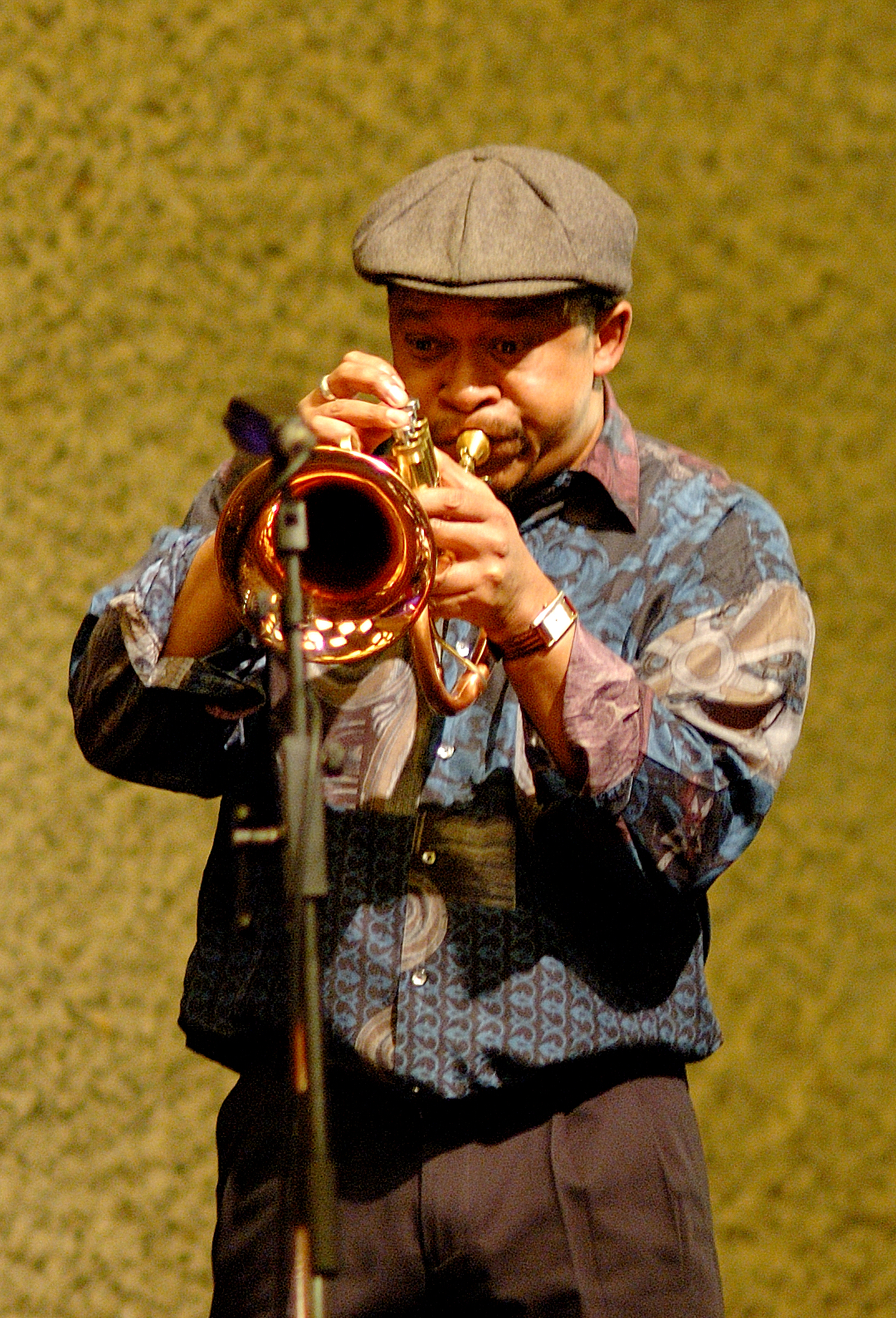
Claude Deppa 2005

Claude Deppa (* 10. Mai 1958 in Kapstadt) ist ein südafrikanischer Trompeter des Modern Creative Jazz.

## Leben und Wirken
Deppa, der zunächst Schlagzeug und auf der Schule Trompete lernte, lebt seit seinem 17. Lebensjahr in Großbritannien. Er hat mit den Gruppen von Harry Beckett, Andy Sheppard oder Brian Abrahams District Six, aber auch mit Chris McGregors Brotherhood of Breath, mit Carla Bley, mit Winston Mankunku, dem Dedication Orchestra von Louis Moholo und dem Grand Union Orchestra um Tony Haynes gearbeitet. Weiterhin war er mit eigenen und anderen Projekten, darunter Havana Greets Ronnie Scott oder der African Jazz Explosion weltweit unterwegs und hat auch als Begleitmusiker für Miriam Makeba, Manu Dibango, Francine Luce und Tony Allen gearbeitet. Daneben spielt er auch mit verschiedenen Bands, deren Stilrichtungen von Swing über Calypso bis zu Jùjú reichen.

## Diskographische Hinweise
- Louis Moholo: Bra Louis – Bra Tebs (1995)
- Toi Toi (Jika Records, 2003)
- Vuka (GFMA Records, 2021)

## Lexikalische Einträge
- Ian Carr, Digby Fairweather, Brian Priestley: Rough Guide Jazz. Der ultimative Führer zum Jazz. 1800 Bands und Künstler von den Anfängen bis heute. 2., erweiterte und aktualisierte Auflage. Metzler, Stuttgart/Weimar 2004, ISBN 3-476-01892-X.